# NAJ
NAJ... – seria polskich albumów składankowych wydawanych od 1995 do 2002 roku, przedstawiających najpopularniejszych w danym sezonie wykonawców lub piosenki.

## Albumy
- 1995 – Jestem kobietą
- 1995 – Teraz my!
- 1996 – Najlepiej razem
- 1996 – Psycho Mix
- 1996 – Życie cudem jest
- 1997 – Coś optymistycznego
- 1997 – Planetarium (wyd. PolyGram Polska)[1] – złota płyta[2]
- 1998 – Golden Naj 007
- 1998 – 17 w 1
- 1999 – 19 hitów '99 roku
- 2000 – 11
- 2000 – 2000 - Gorące przeboje w 72 minuty
- 2001 – 2001
- 2002 – 2002